# Lophiomus setigerus
Lophiomus setigerus är en fiskart som först beskrevs av Vahl, 1797.  Lophiomus setigerus ingår i släktet Lophiomus och familjen marulksfiskar. Inga underarter finns listade i Catalogue of Life.